# Alexandre Falguière
« Falguière » redirige ici.  Pour la station du métro de Paris, voir Falguière (métro de Paris).
Alexandre Falguière, né à Toulouse (Haute-Garonne) le 7 septembre 1831 et mort à Paris le 19 avril 1900, est un sculpteur et peintre français.

## Biographie
Alexandre Falguière naît le 7 septembre 1831, au domicile de ses parents, no 5 rue Valade à Toulouse. Son père, Joseph, est ébéniste.
Il intègre, à l'école des beaux-arts et des sciences industrielles de Toulouse, la classe de sculpture de Bernard Griffoul-Dorval (1788-1861). Ses résultats décident la municipalité de lui attribuer une pension pour lui permettre de parfaire sa formation à Paris. Cherchant à améliorer ses revenus en vue d'entrer à l'École des beaux-arts de Paris, il se fait d'abord embaucher dans l'entreprise, alors très prospère, du sculpteur Albert-Ernest Carrier-Belleuse (1824-1887), puis travaille avec Jean-Louis Chenillion (1810-1875)
Approchant la limite d'âge de l'admission aux Beaux-Arts de Paris, il se décide enfin en 1854 à y entrer. Admis dans l'atelier de François Jouffroy, Alexandre Falguière est lauréat, avec Léon Cugnot, du premier grand prix de Rome de sculpture en 1859 avec son bas-relief Mézence blessé, préservé par l'intrépidité de son fils Lausus.
Il est pensionnaire à la villa Médicis à Rome de 1860 à 1864 où il retrouve, en 1861, son compatriote toulousain Raymond Barthélemy (1833-1902), prix de Rome en 1860, ancien élève de Griffoul-Dorval comme lui. Après son retour de Rome au début de l'année 1866, celui-ci viendra également se loger au 36, rue de l'Ouest (quartier du Luxembourg, actuellement 68, rue d'Assas) où Falguière s'établit durablement,.
En 1882, il est nommé professeur à l'École des beaux-arts de Paris et élu membre de l'Académie des beaux-arts. Parmi les élèves de Falguière, on compte Antonin Mercié, Laurent Marqueste, Gaston Schnegg, Camille Crenier, Achille Jacopin, Maurice Bouval et Jean-Marie Mengue, le plus célèbre d'entre eux étant Antoine Bourdelle.
Il est promu commandeur de la Légion d'honneur en 1889.
En 1898, Falguière reçoit la commande du Monument à Balzac après le refus de celui d'Auguste Rodin par la Société des gens de lettres, ses commanditaires. L'affaire provoque un scandale que la presse qualifie de « deuxième affaire Dreyfus » parce qu'Émile Zola soutient Rodin. Pour faire la preuve que cet épisode n'a en rien entamé leur amitié, Falguière réalise le buste de Rodin pour le Salon de 1897 et de son côté Rodin sculpte un buste de Falguière.
Parmi les commandes publiques, on peut distinguer le Monument au cardinal Lavigerie pour Bayonne, dont le plâtre est conservé à Toulouse au musée des Augustins, le Monument à Goudouli de Toulouse, le Monument à Gambetta de Cahors, le Monument à La Fayette de Washington.
Affaibli par la maladie, il se rend à Nîmes pour la mise en place de son Monument à Alphonse Daudet. Quelques heures après son retour précipité à Paris, Alexandre Falguière meurt le 19 avril 1900 à son domicile du 68, rue d'Assas, laissant veuve Blanche Charlotte Virginie née Veidie, de 19 ans sa cadette. Il est inhumé à Paris au cimetière du Père-Lachaise.

Portraits d'Alexandre Falguière
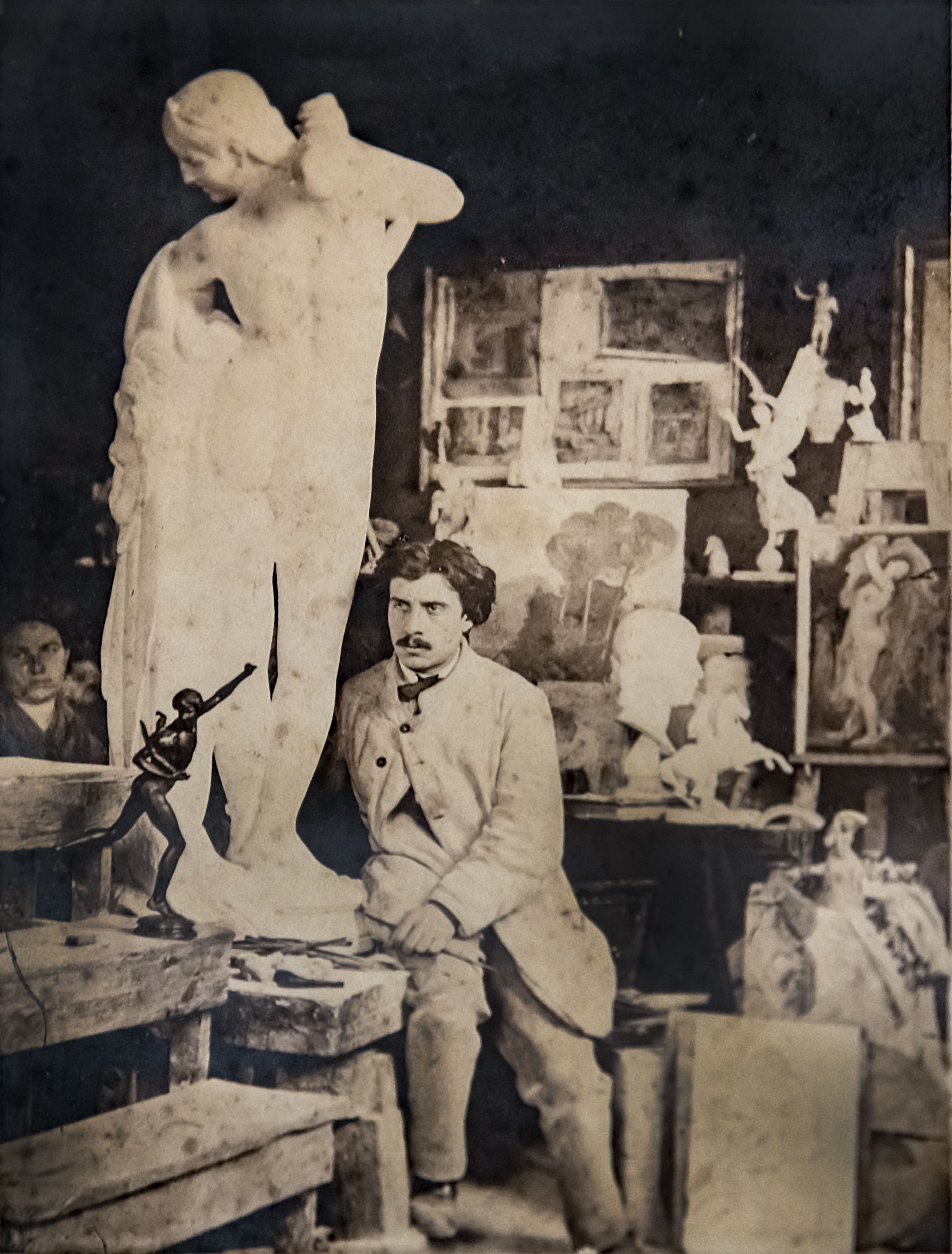
L'atelier d'Alexandre Falguière (1865), photographie anonyme, musée du Vieux Toulouse.
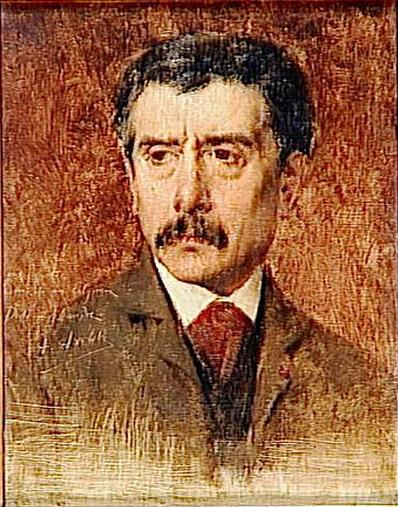
Autoportrait (1885), musée des Beaux-Arts d'Angers.
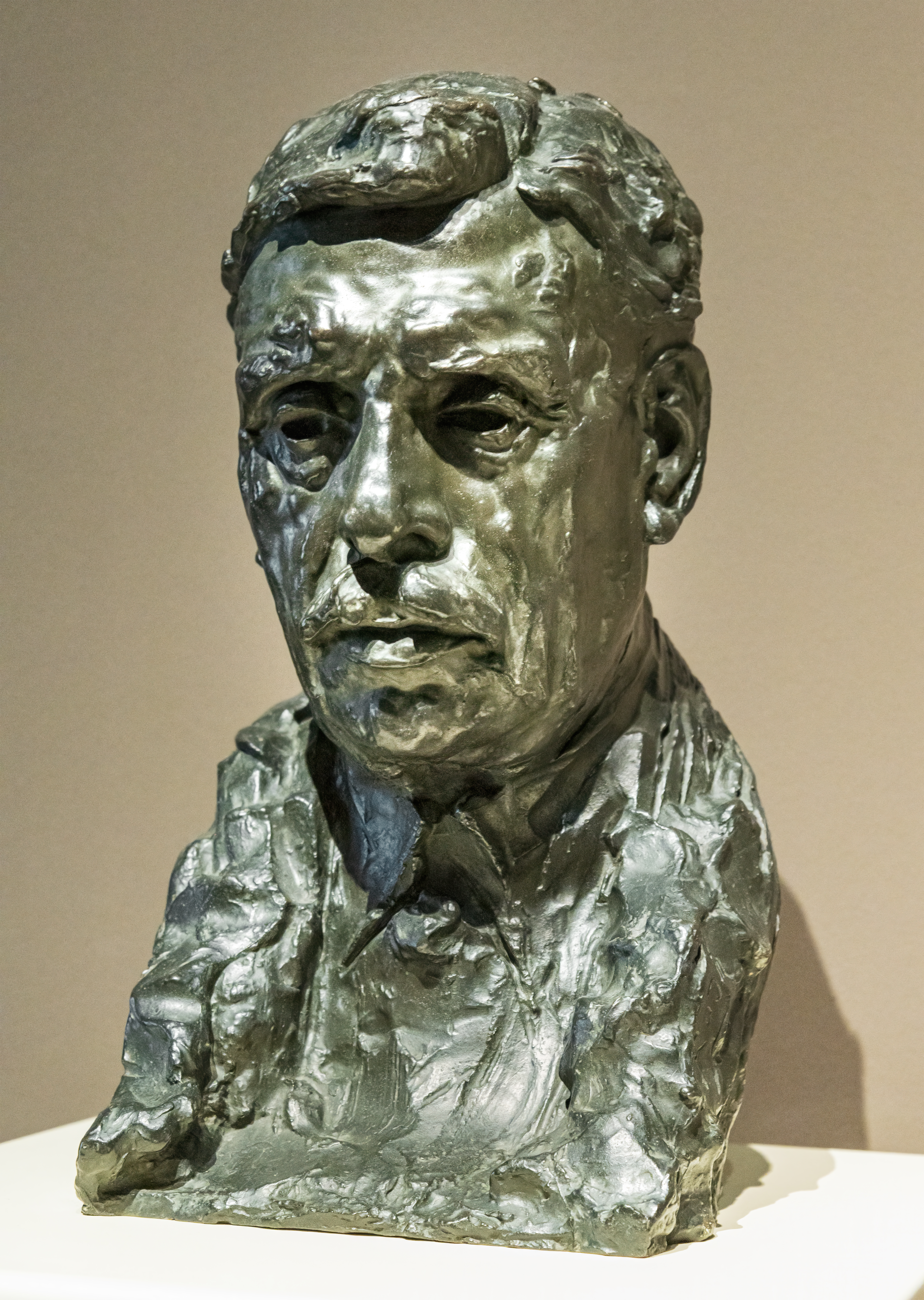
Auguste Rodin, Alexandre Falguière (1897), MNAC.

## Le peintre

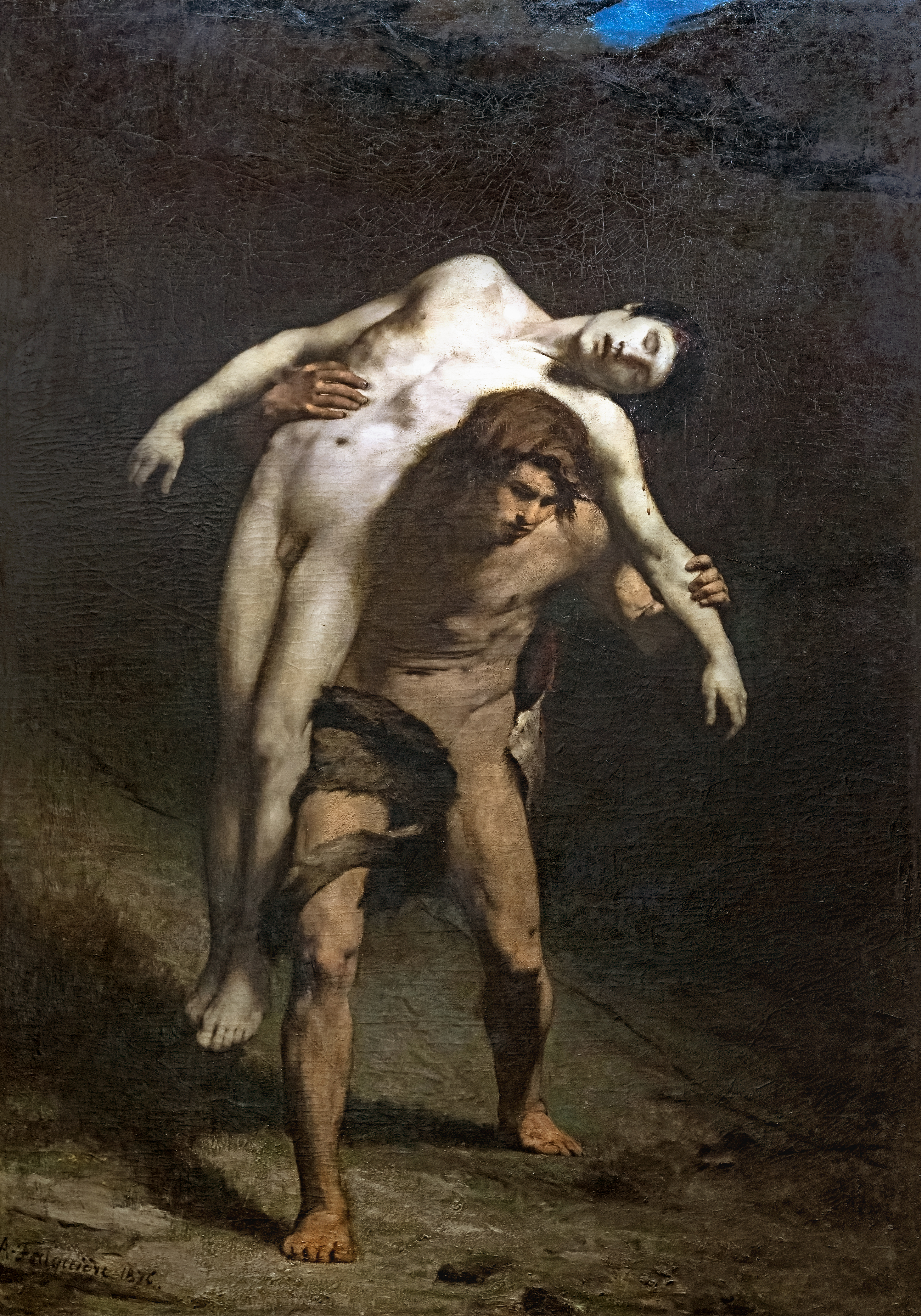
Caïn portant le corps d'Abel (1876), musée des Beaux-Arts de Carcassonne.

Parallèlement à son œuvre de sculpteur, Alexandre Falguière pratique aussi la peinture. Dans les années 1870, il réalise des toiles de grands formats comme l'étude préparatoire Diane assise (1878), conservée à Paris au musée Rodin. Il compose Les Lutteurs (1875), conservée à Paris au musée d'Orsay qui s'inscrit dans l'esthétique du réalisme. Il expose Madeleine, une composition religieuse, au Salon de 1887.

## Œuvres dans les collections publiques
États-Unis
- Los Angeles, musée d'Art du comté de Los Angeles : Résistance, 1870[18].
- Washington : Monument à La Fayette, 1891, bronze.

France
- Cahors :
  - Monument à Léon Gambetta, 1884.
  - musée de Cahors Henri-Martin :
    - Masque mortuaire de Léon Gambetta, 1882, plâtre[19] ;
    - Buste de Léon Gambetta, 1887[20].
- Carcassonne, musée des Beaux-Arts :
  - Caïn portant le corps d'Abel, 1875, huile sur toile ;
  - Buste de Jacques Gamelin, 1898, bronze.
- Chambéry : La Sasson, monument à la Savoie, 1892.
- Dijon, musée Magnin :
  - Masques d'enfant et de femmes, 1870-1900 ;
  - Masque de Louise Abbéma, vers 1879.

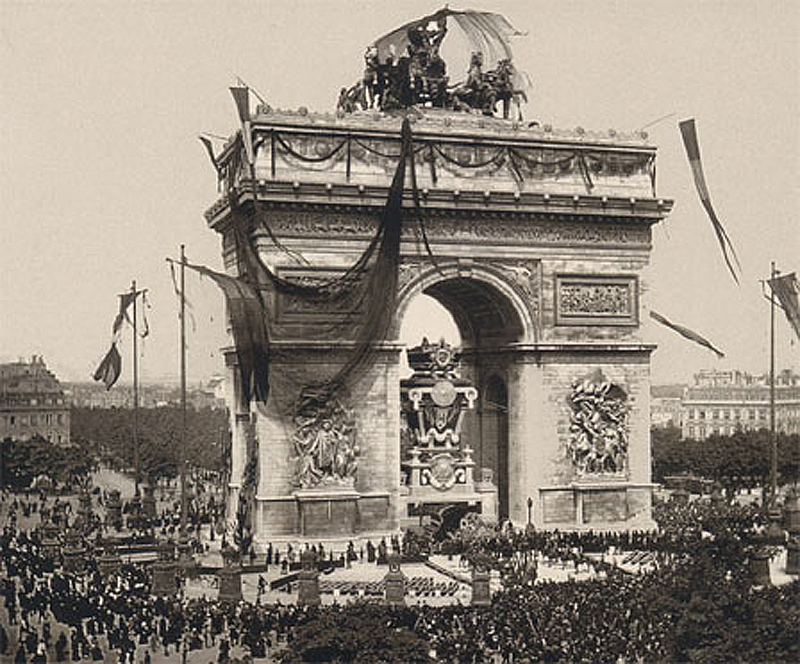
La maquette du groupe monumental Triomphe de la Révolution, installée au sommet de l’arc de triomphe de l'Étoile, est visible sur cette photographie prise durant les funérailles de Victor Hugo, le 31 mai 1885.

- Grenoble, musée de Grenoble : Triomphe de la Révolution, environ 120 cm, modèle de la maquette en bois et en plâtre en vraie grandeur (à l’échelle 1:1) du groupe monumental représentant un char tiré par des chevaux s’apprêtant à « écraser l’Anarchie et le Despotisme », érigée au sommet de l’arc de triomphe de l'Étoile de 1882 à 1886, année où elle fut démolie et enlevée car, très exposée aux intempéries, elle se dégradait et menaçait ruine[21]. Le bronze monumental définitif prévu ne fut jamais coulé[22].
- Laon, musée d'Art et d'Archéologie :
  - Diane chasseresse, bronze, œuvre volée en 1997[23] ;
  - Diane chasseresse, statuette en bronze.
- Marseille, jardin Puget : Monument à l'abbé Dassy, 1892, groupe en marbre.
- Nantes :
  - école Saint-Joseph-du-Loquidy : Monument à saint Jean-Baptiste de La Salle[24].
  - musée d'Arts :
    - Diane, 1888, plâtre ;
    - Portrait de Léon Mestayer, bronze ;
    - Portrait de Madame Mestayer, marbre ;
    - Femme à la rose, plâtre patiné.
- Narbonne, musée des Beaux-Arts de Narbonne
  - Baigneuse surprise, marbre
- Nemours, château-musée[25] :
  - Émile Gebhart, 1861, médaillon en plâtre, 12 cm[26] ;
  - Ernest Guiraud, compositeur, médaillon en plâtre, 12 cm[27].
- Paris :
  - École nationale supérieure des beaux-arts : Mézence blessé, préservé par l'intrépidité de son fils Lausus, 1859, plâtre[28].
  - Grands Magasins Dufayel : Le Travail et l'Épargne, 1892, groupe en bronze ornant une niche de la façade, localisation actuelle inconnue[29].
  - Maison de Balzac : Buste de Balzac, 1899, marbre.
  - musée d'Orsay :
    - Vainqueur au combat de coqs, 1864, statue en bronze[30] ;
    - Tarcisius, martyr chrétien, 1868, statue en marbre[31],[32] ;
    - Lutteurs, 1875, huile sur toile, 231 × 177 cm[33] ;
    - L'Asie, 1878, statue en fonte de fer, Exposition universelle de 1878 à Paris, une des six sculptures réalisées pour la série Les Six Continents qui ornait le palais du Trocadéro ;
    - La Danseuse, 1896, statue en marbre d'après un plâtre moulé sur nature sur le corps de Cléo de Mérode[34] ;
    - Triomphe de la Révolution, vers 1882, maquette en cire, 97 × 130 × 99 cm[35].

  - parc Monceau : Ambroise Thomas, 1902.
  - place de Breteuil : Monument à Pasteur, 1908, groupe en marbre, achevé par Victor Peter et Louis Dubois après la mort de Falguière.
  - Palais de la découverte : L'Inspiration guidée par la Sagesse, sculpture équestre et bas-relief.
- Reims, musée des Beaux-Arts :
  - Cléo de Mérode, 1900, marbre ;
  - Diane, 1900, marbre.
- Rouen :
  - fontaine-réservoir Sainte-Marie : L'Élevage, La Ville de Rouen et L'Agriculture, 1879, groupes allégoriques en pierre.
  - place Saint-Clément : fontaine Jean-Baptiste de La Salle, 1875, groupe en bronze.
- Toulouse :
  - église Sainte-Germaine : Germaine de Pibrac, 1877, marbre.
  - Grand Rond : Vainqueur au combat de coqs, 1864, bronze.
  - musée des Augustins :
    - Vainqueur au combat de coqs, 1864[36] ;
    - La Suisse accueille l’Armée française, 1874, terre cuite[37] ;
    - Diane, 1882, plâtre ;
    - La Musique, 1889 ;
    - À la porte de l'École, 1889 ;
    - Femme au paon, 1890 ;
    - Henri de La Rochejaquelein, 1895, statue en plâtre ;
    - Nymphe courant, marbre.

  - place Georges-Guillaumin : Monument à Balzac, 1902, pierre.
  - place Wilson : Monument à Goudouli, 1898, en collaboration avec son élève Mercié et l'architecte Paul Pujol.
- Danemark : Gyptothèque Carlsberg à Copenhague : Eve, vers 1880.
- Grèce, Athènes : La Grèce à Lord Byron, 1896, statue conçue par Henri Chapu puis reprise et sculptée par Falguières à la mort de celui-là[38].
- Viêt Nam, Hô Chi Minh-Ville : Monument à Léon Gambetta, 1892, réplique du monument de Cahors. Il est déposé en 1955 et n'est plus localisé[39].

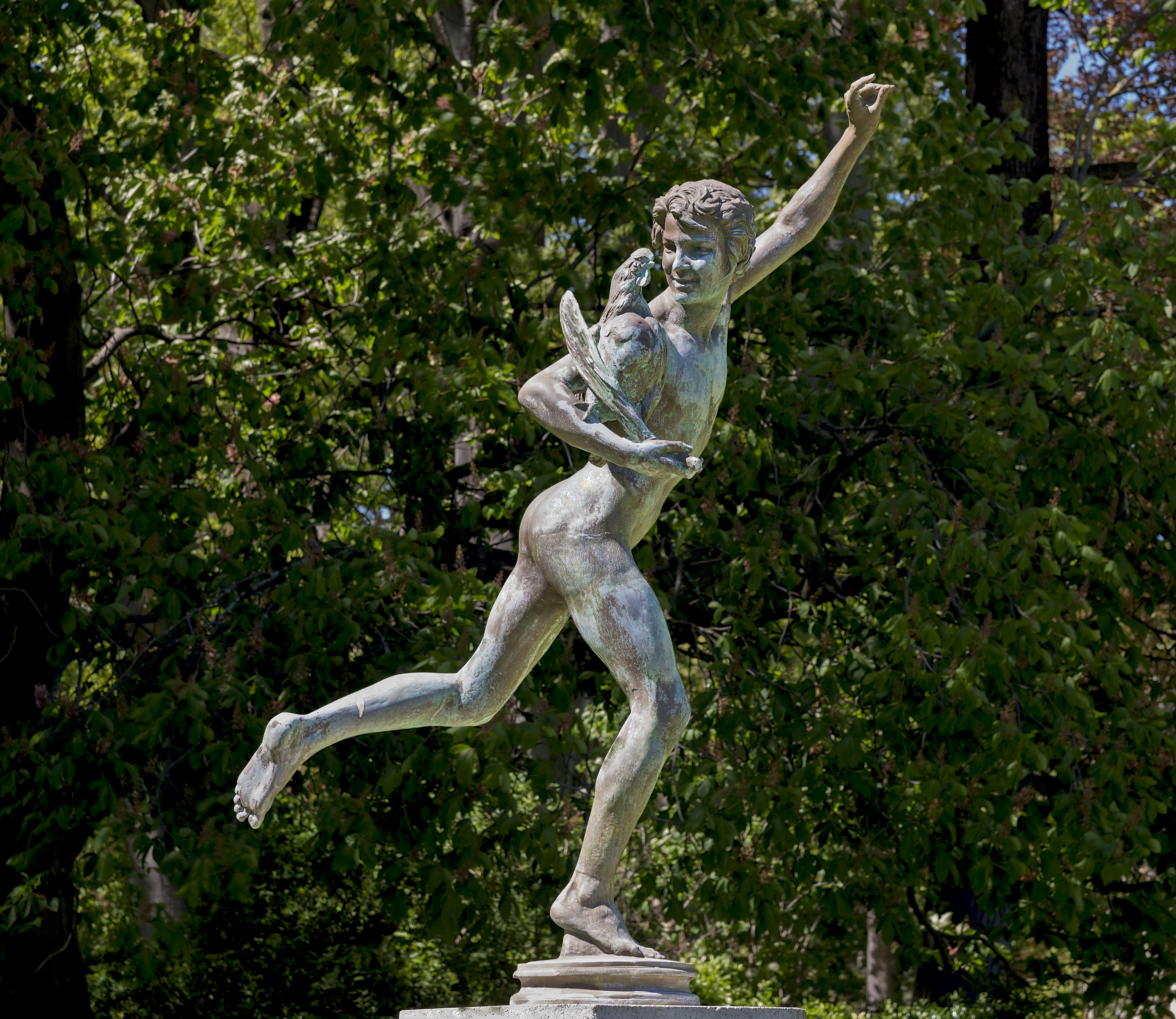
Vainqueur au combat de coqs (1864), Toulouse, Grand Rond.
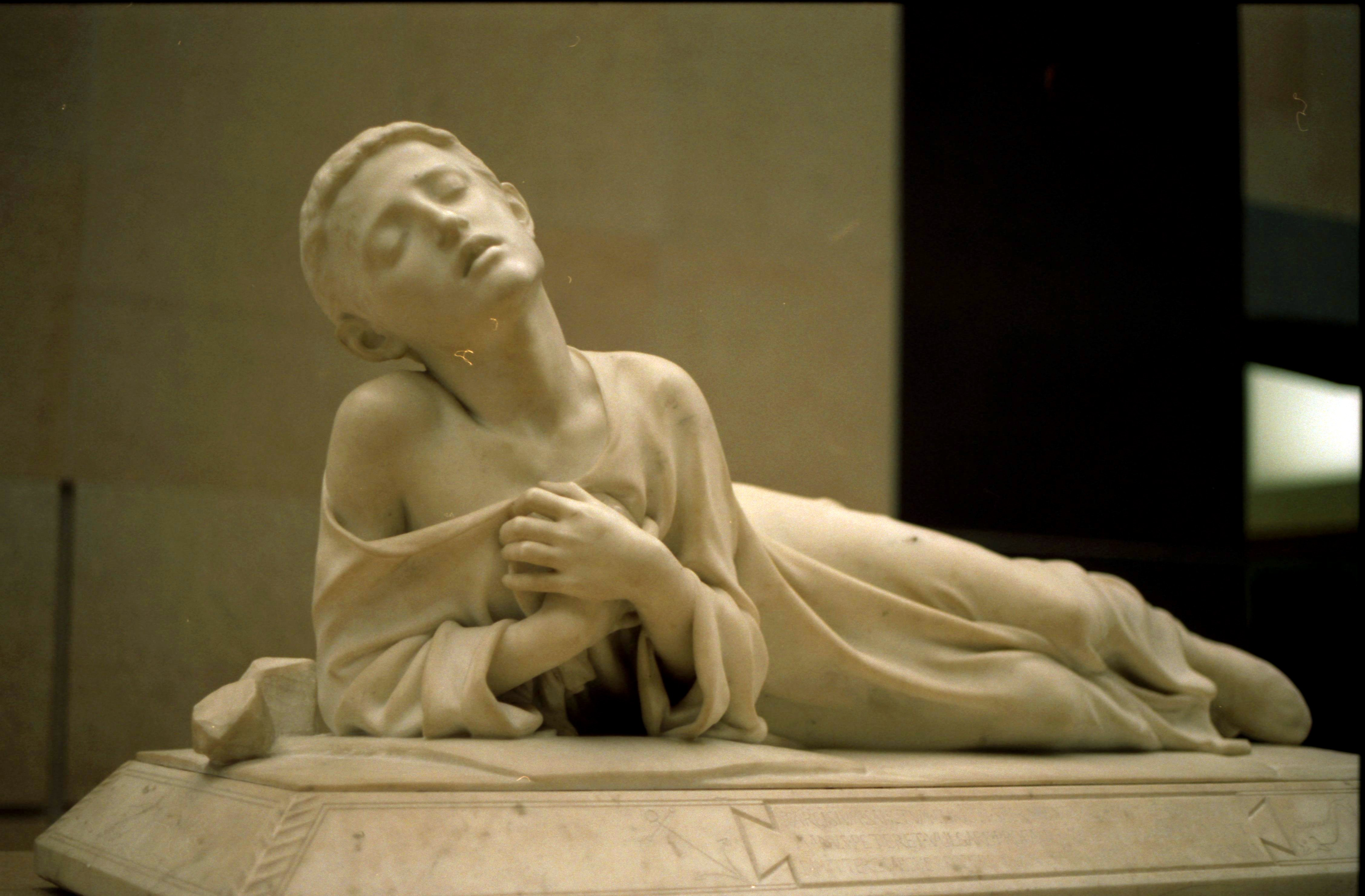
Tarcisius, martyr chrétien (1868), Paris, musée d'Orsay.
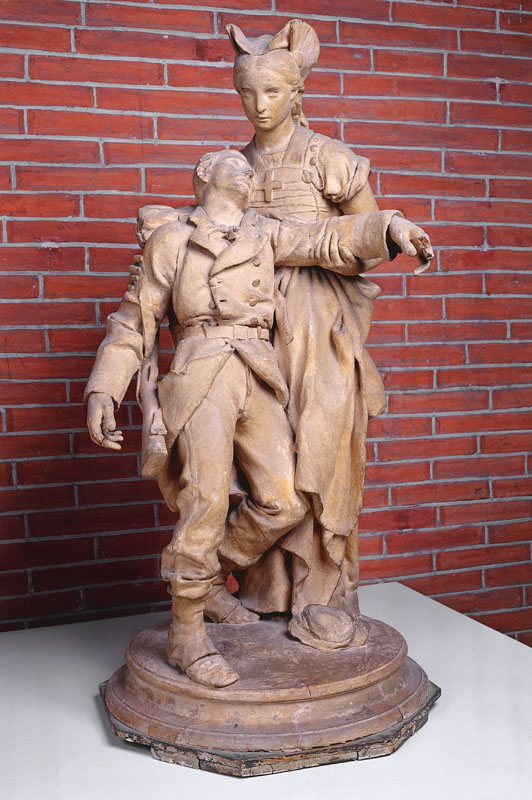
La Suisse accueille l'Armée française (1874), musée des Augustins de Toulouse.
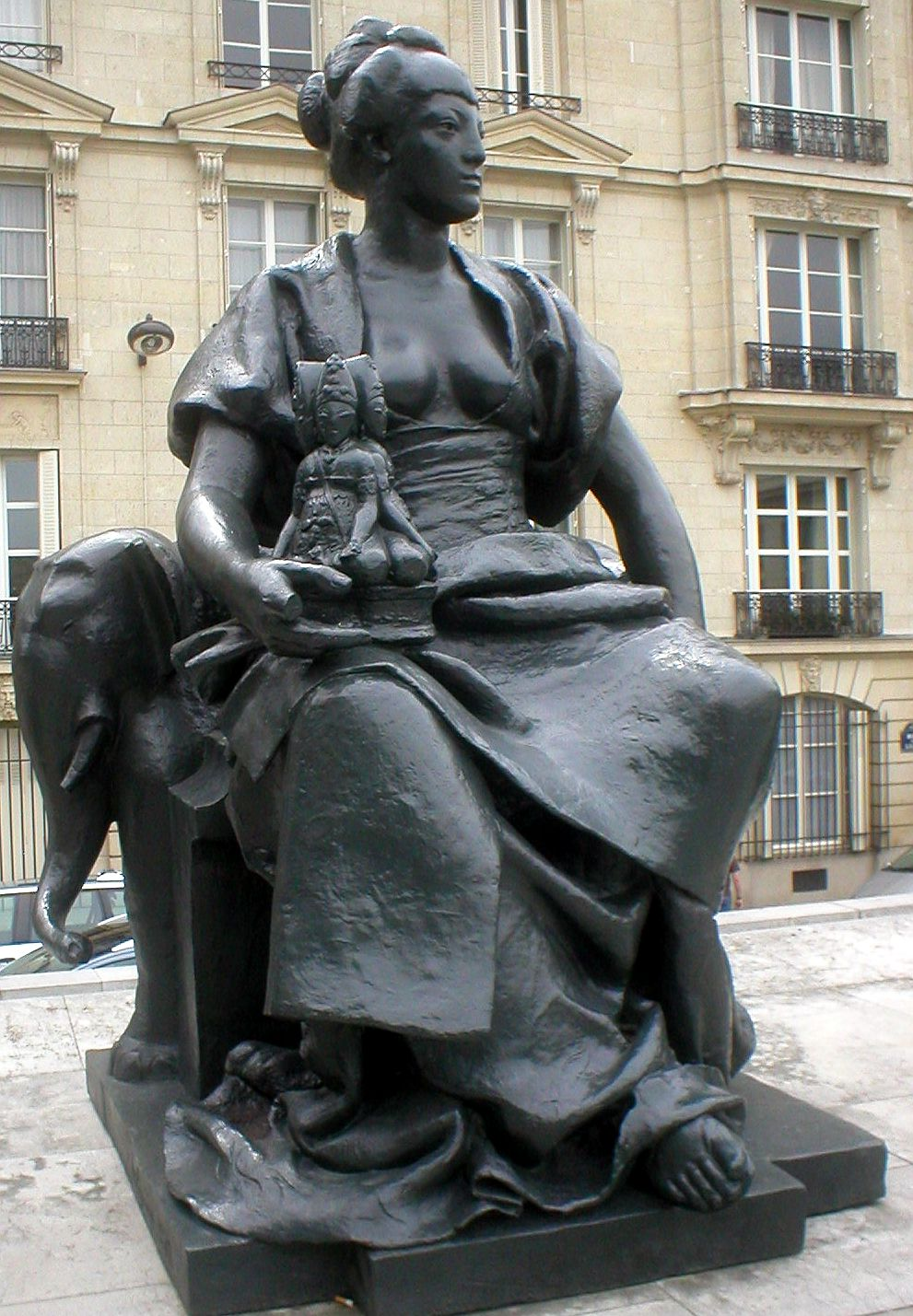
L'Asie (1878), Paris, musée d'Orsay.
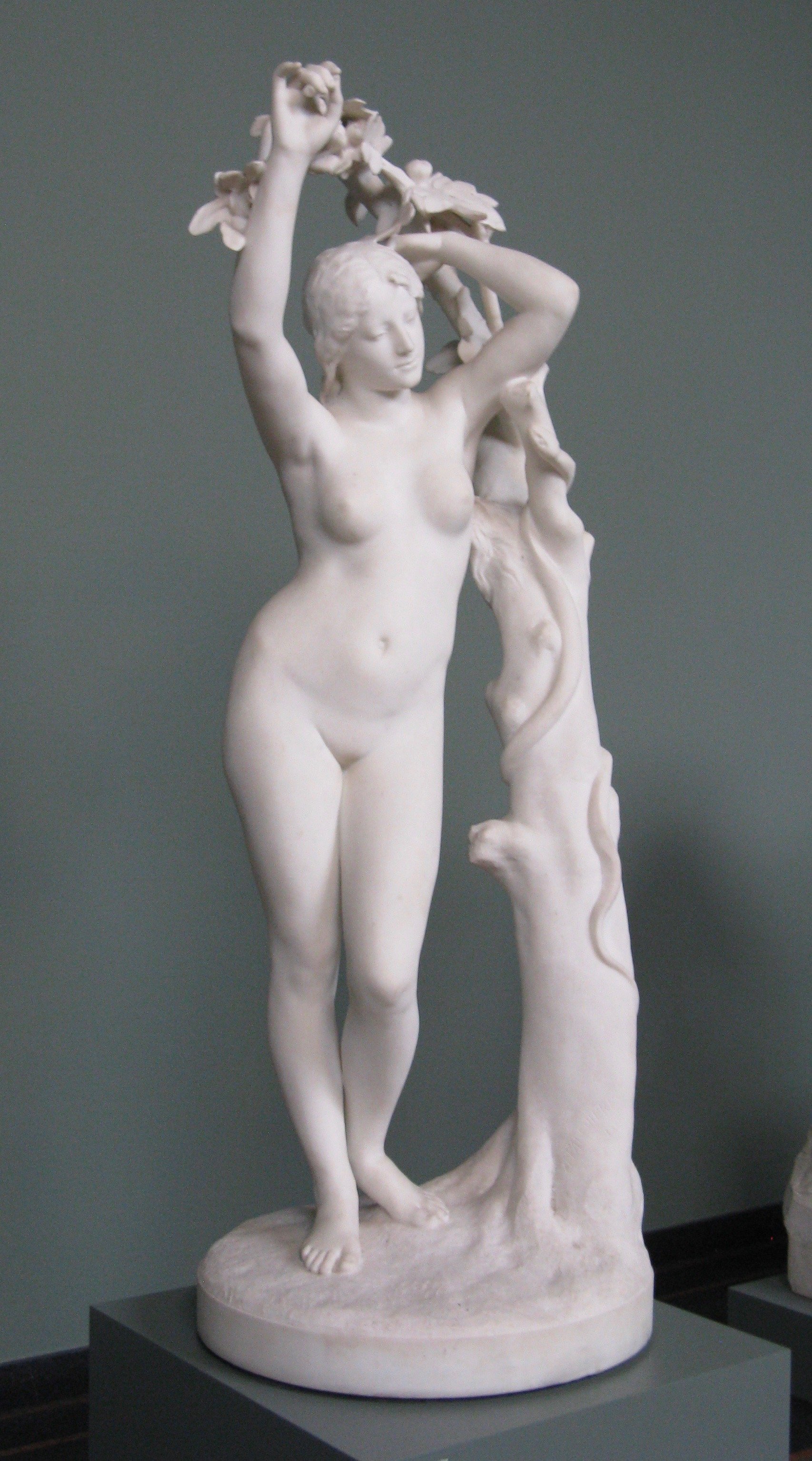
Eve (1880ca), Glyptothèque Carsberg, Copenhague
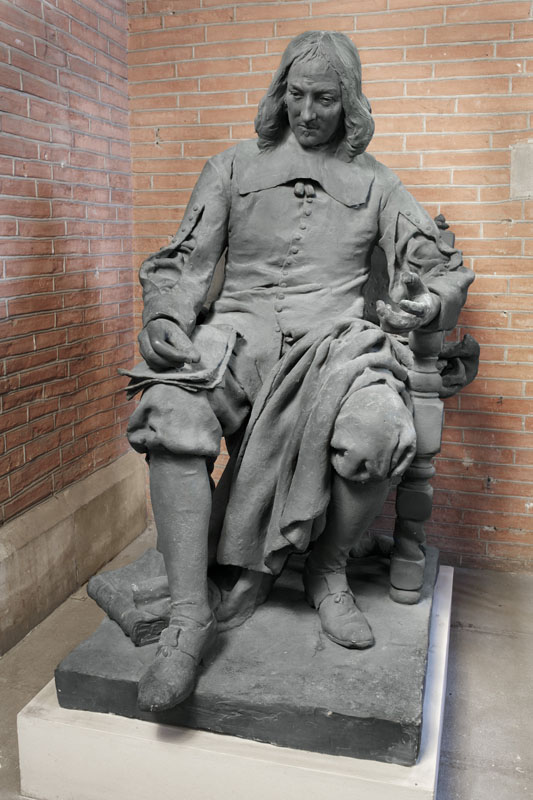
Pierre de Fermat (1881), musée des Augustins de Toulouse.
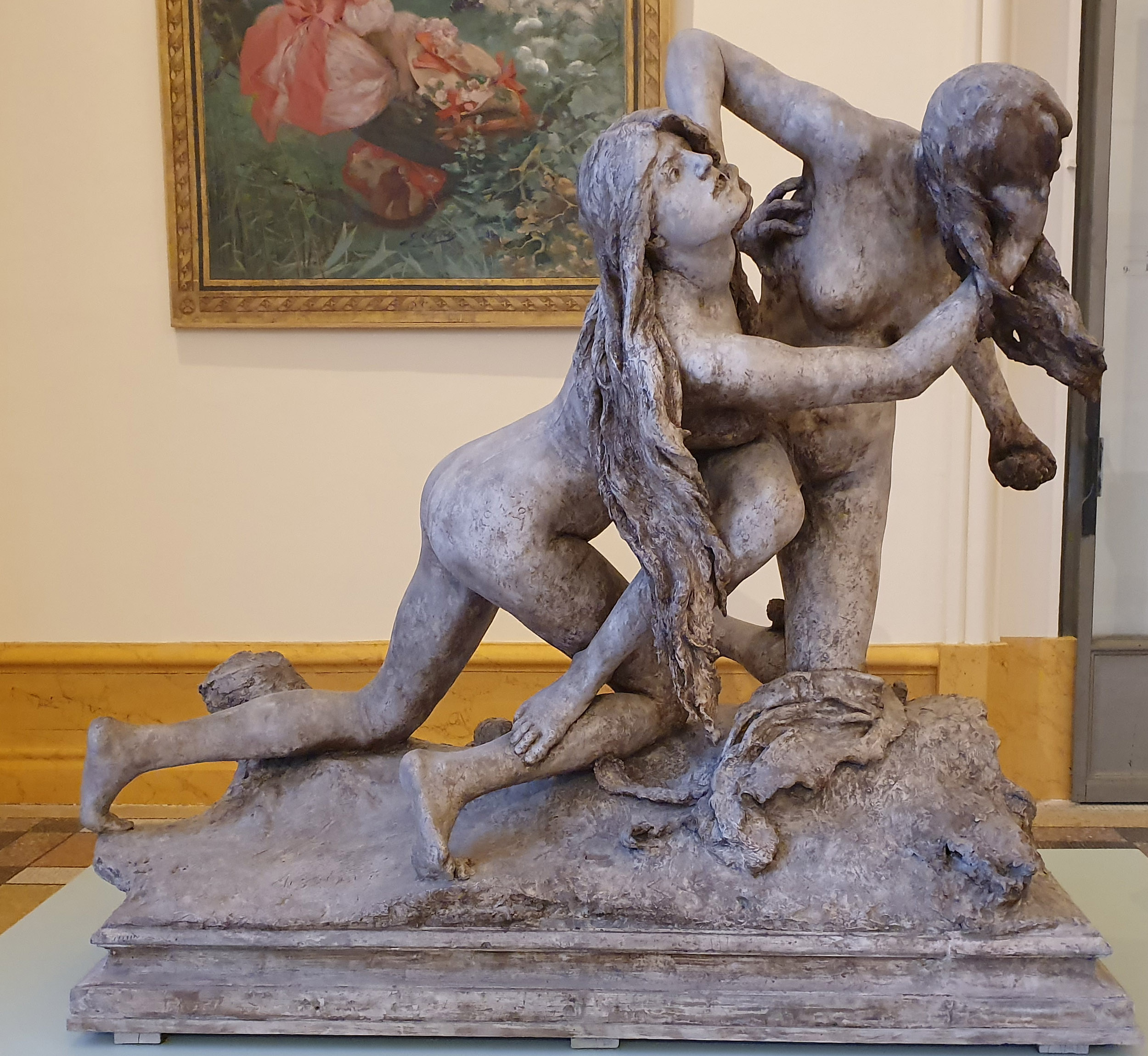
Bacchantes (1886), Paris, Petit Palais.
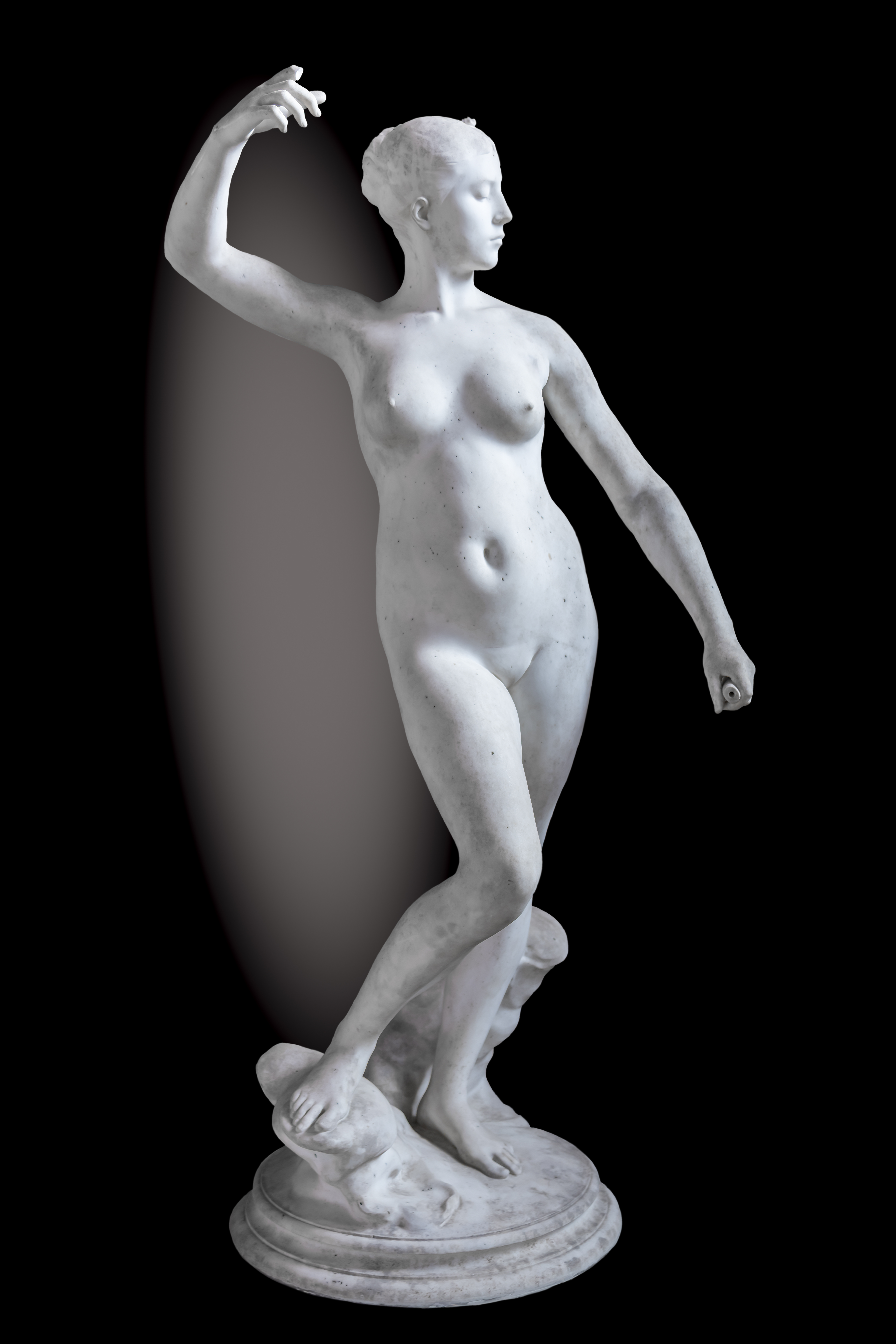
Diane (1887), musée des Augustins de Toulouse.
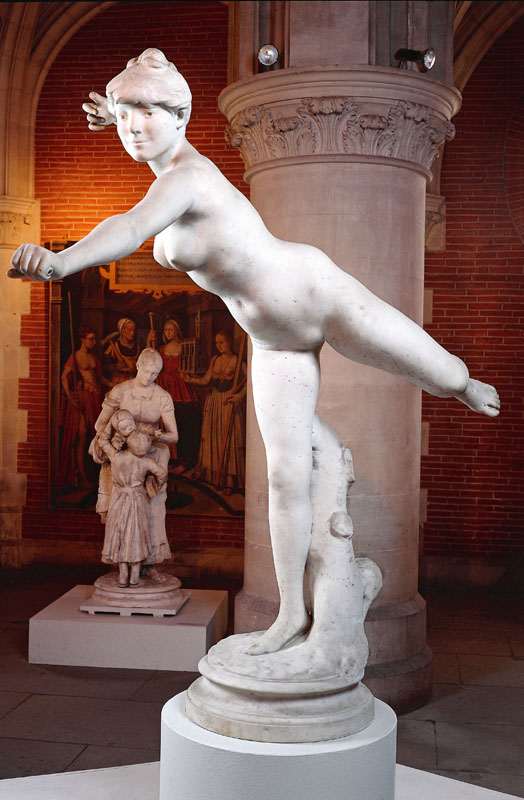
Nymphe chasseresse (1888), musée des Augustins de Toulouse.
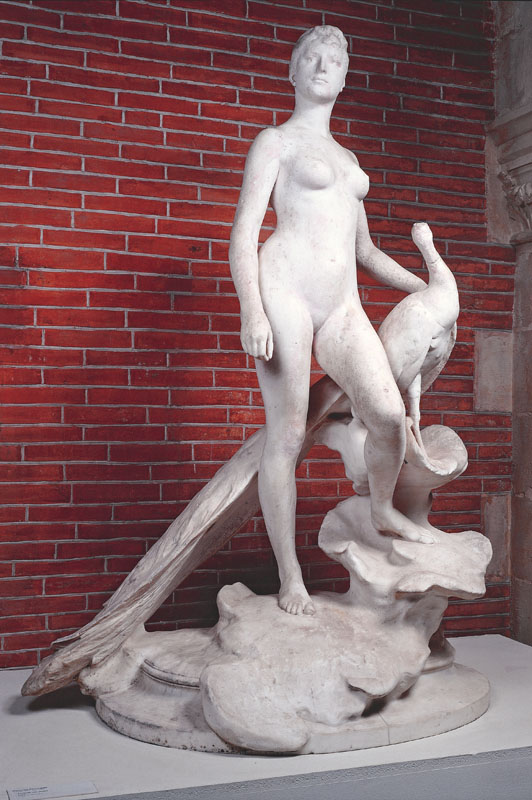
La Femme au paon (1890), musée des Augustins de Toulouse.
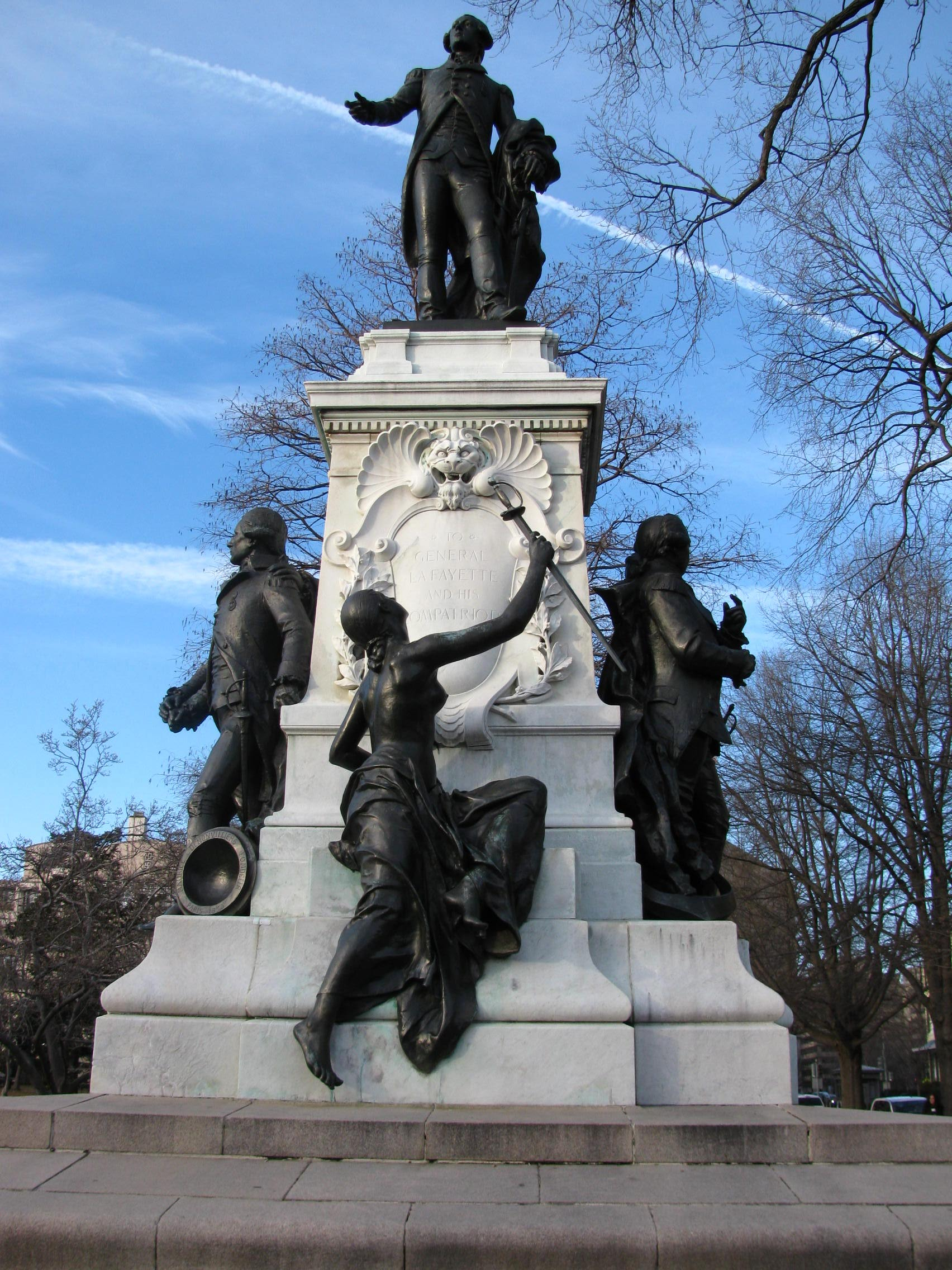
Monument à La Fayette (1891), Washington.
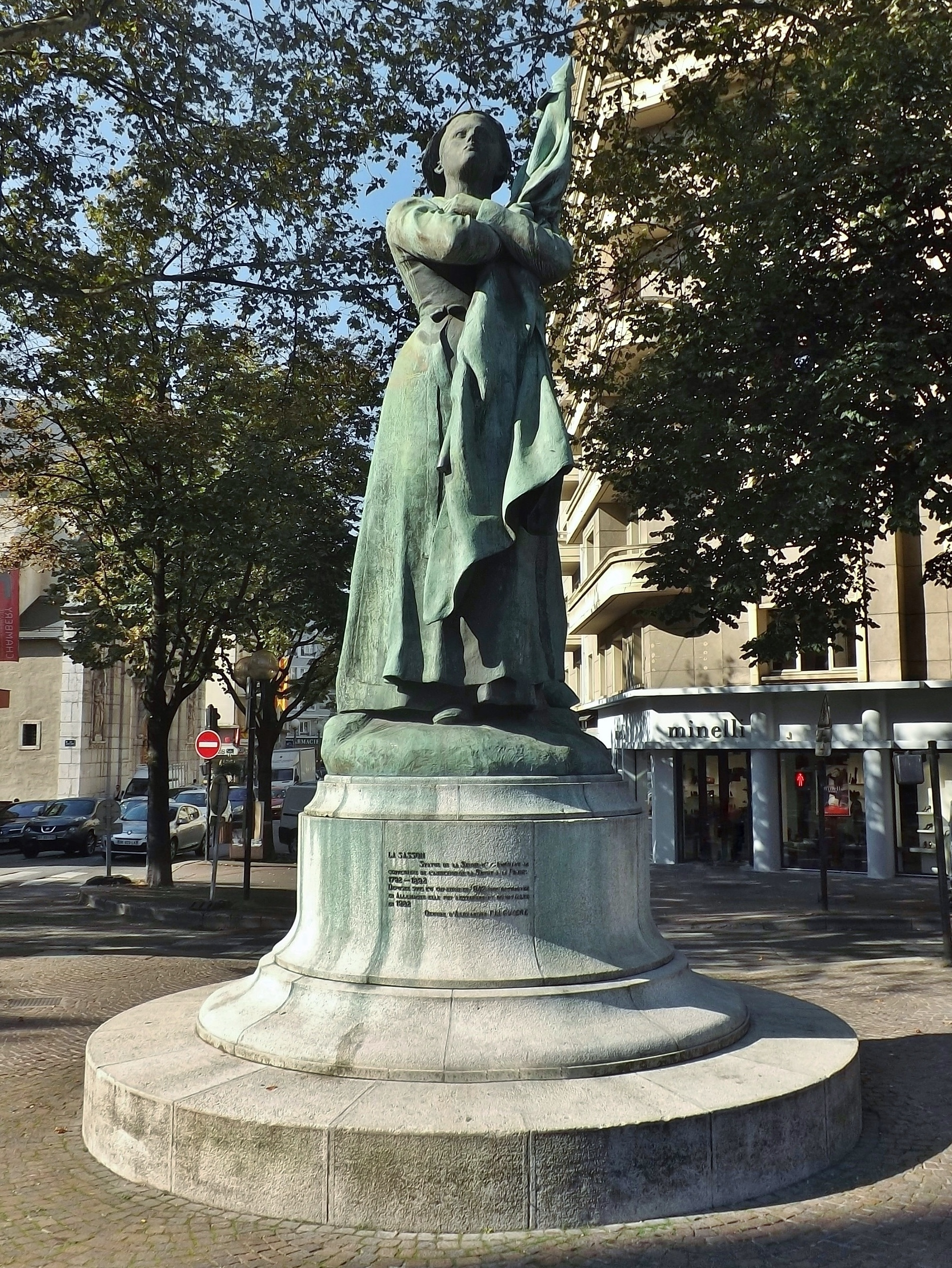
La Sasson (1892), Chambéry.
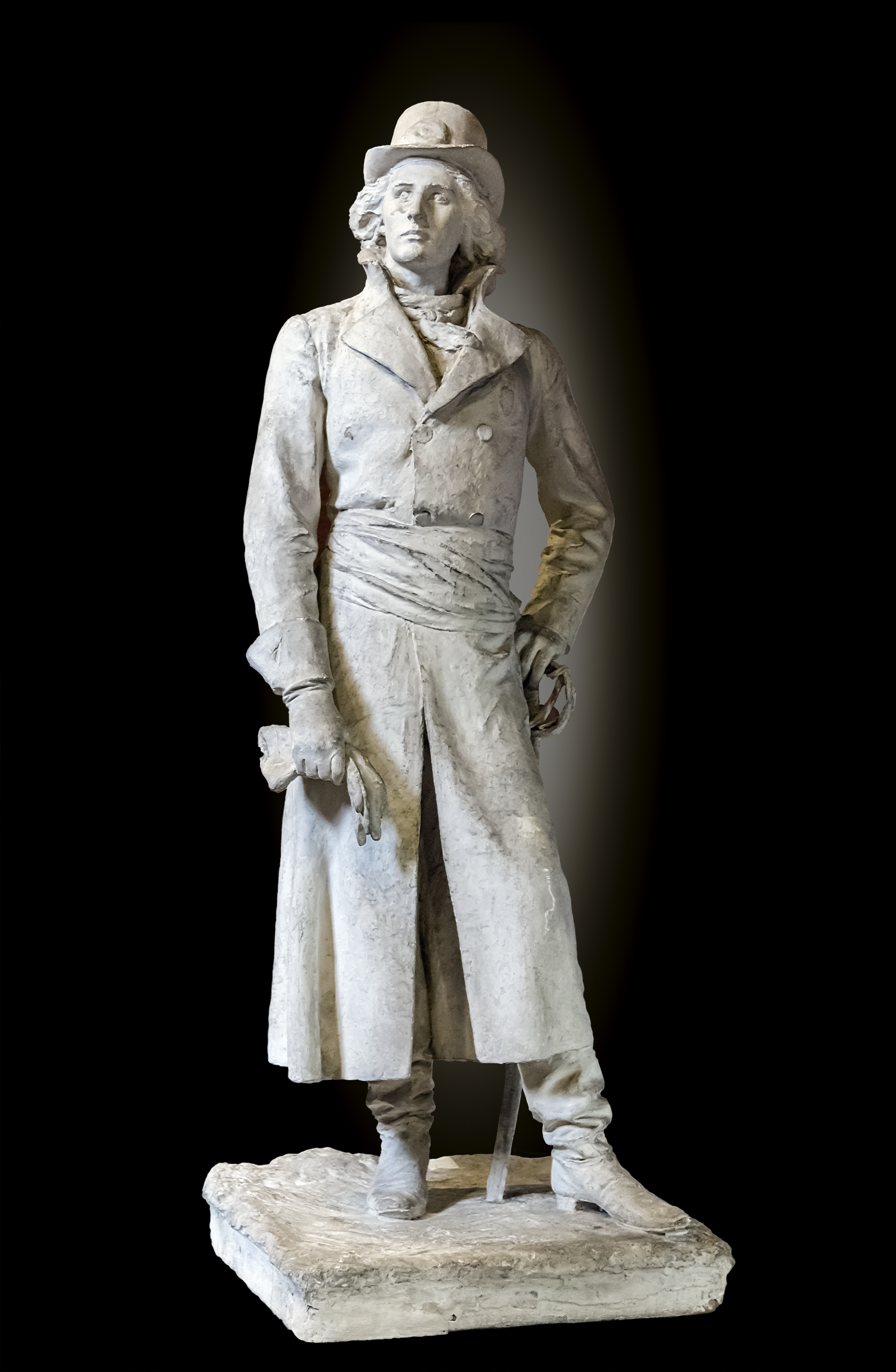
Henri de La Rochejaquelein (1895), musée des Augustins de Toulouse.
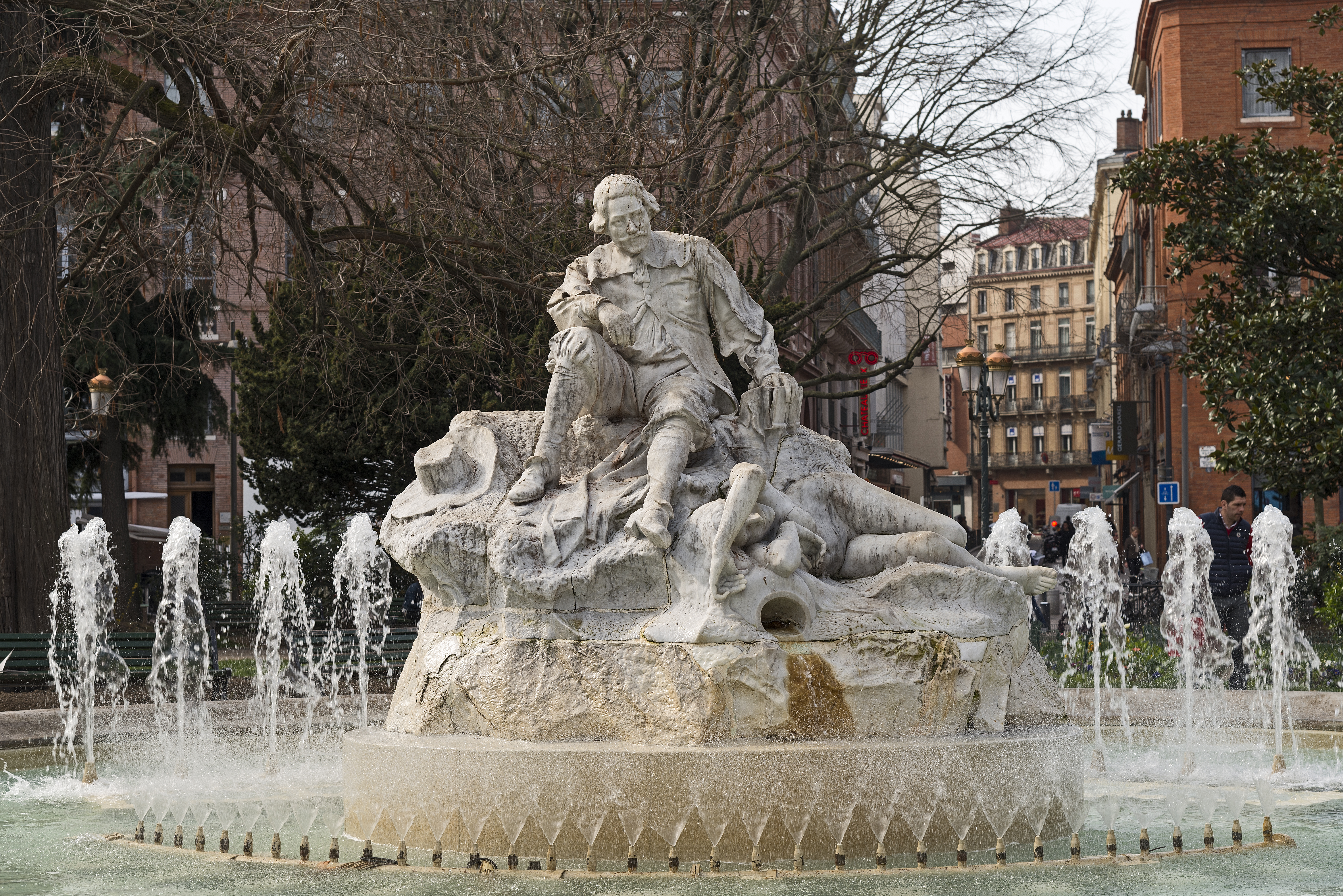
Monument à Goudouli (1898), Toulouse, place Wilson.
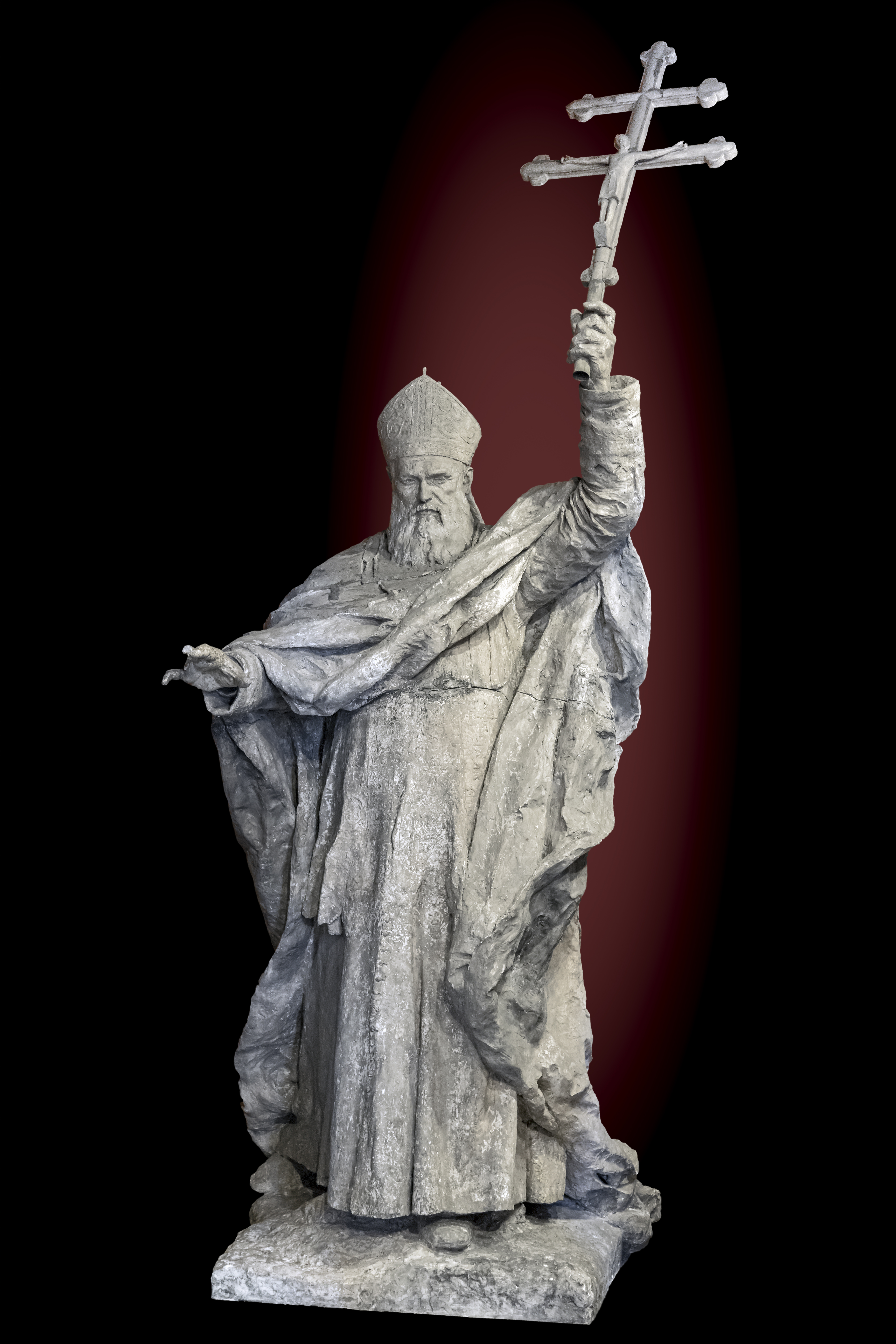
Le Cardinal Charles Lavigerie (vers 1898), musée des Augustins de Toulouse.
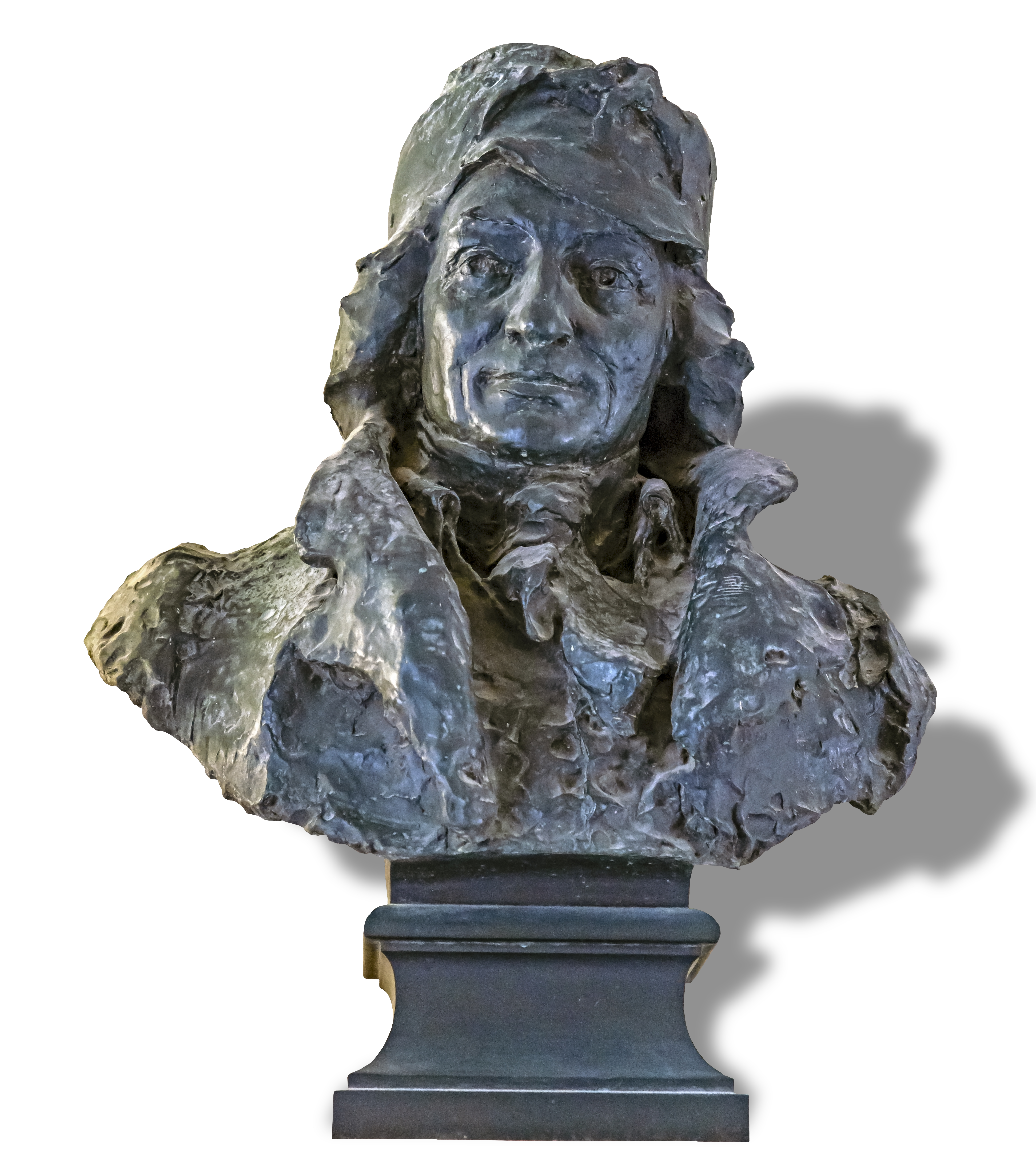
Buste de Jacques Gamelin (1898), musée des Beaux-Arts de Carcassonne.
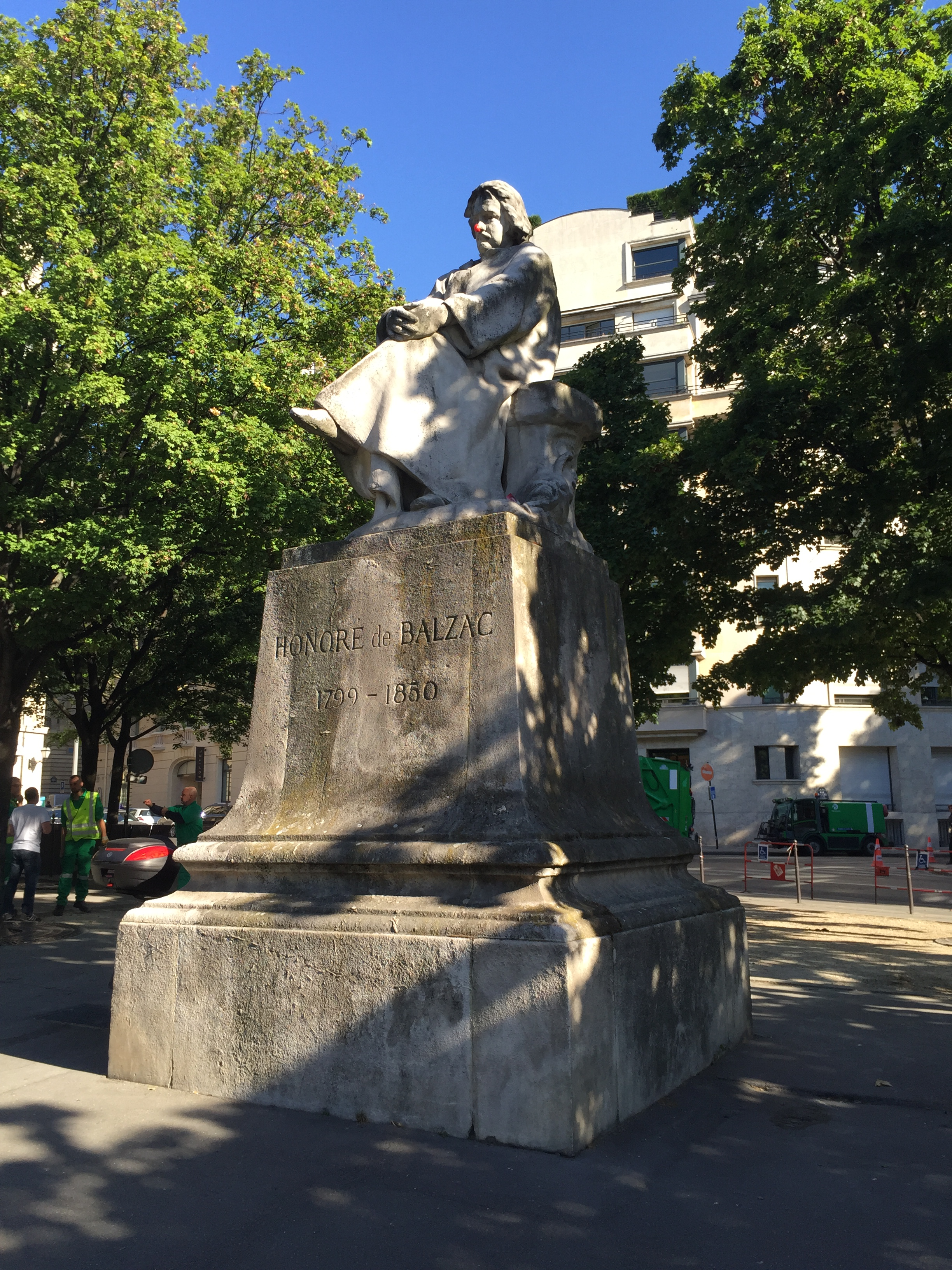
Monument à Balzac (1902), Paris, place Georges-Guillaumin.
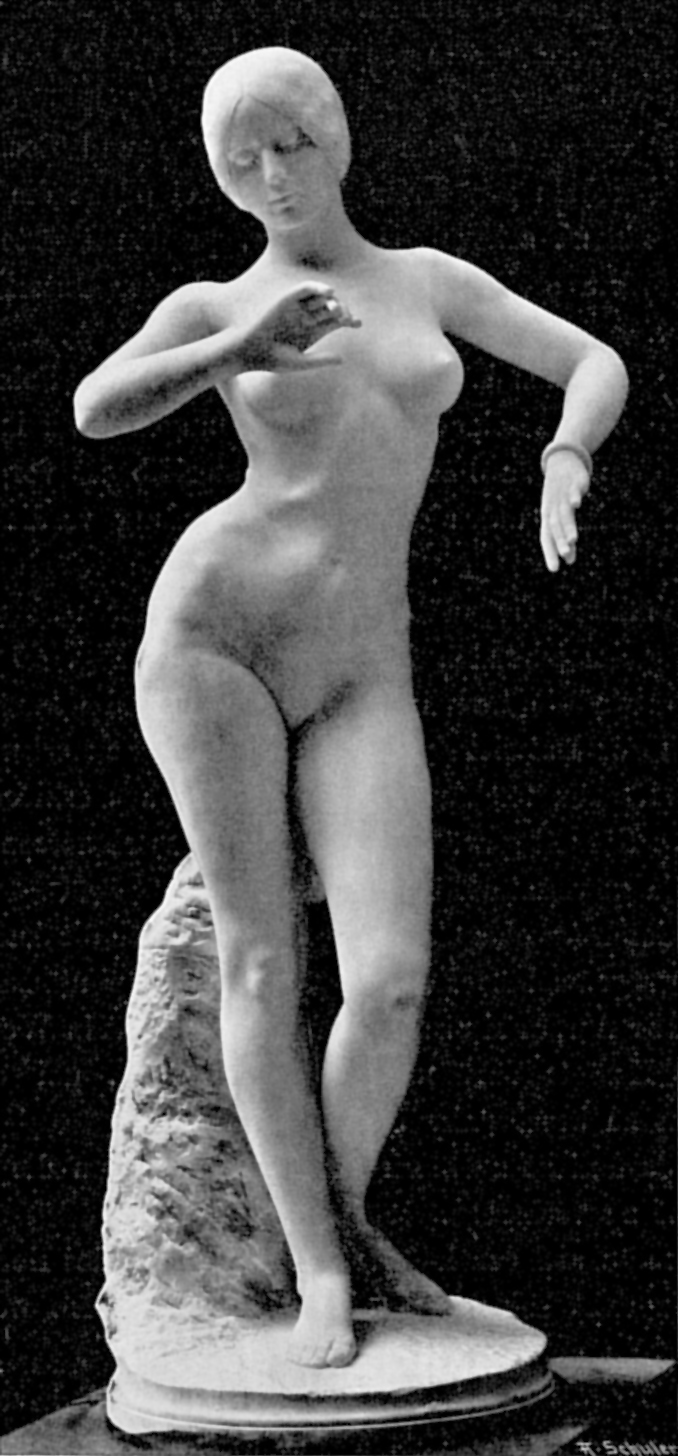
La Danseuse (1904), Paris, musée d'Orsay.
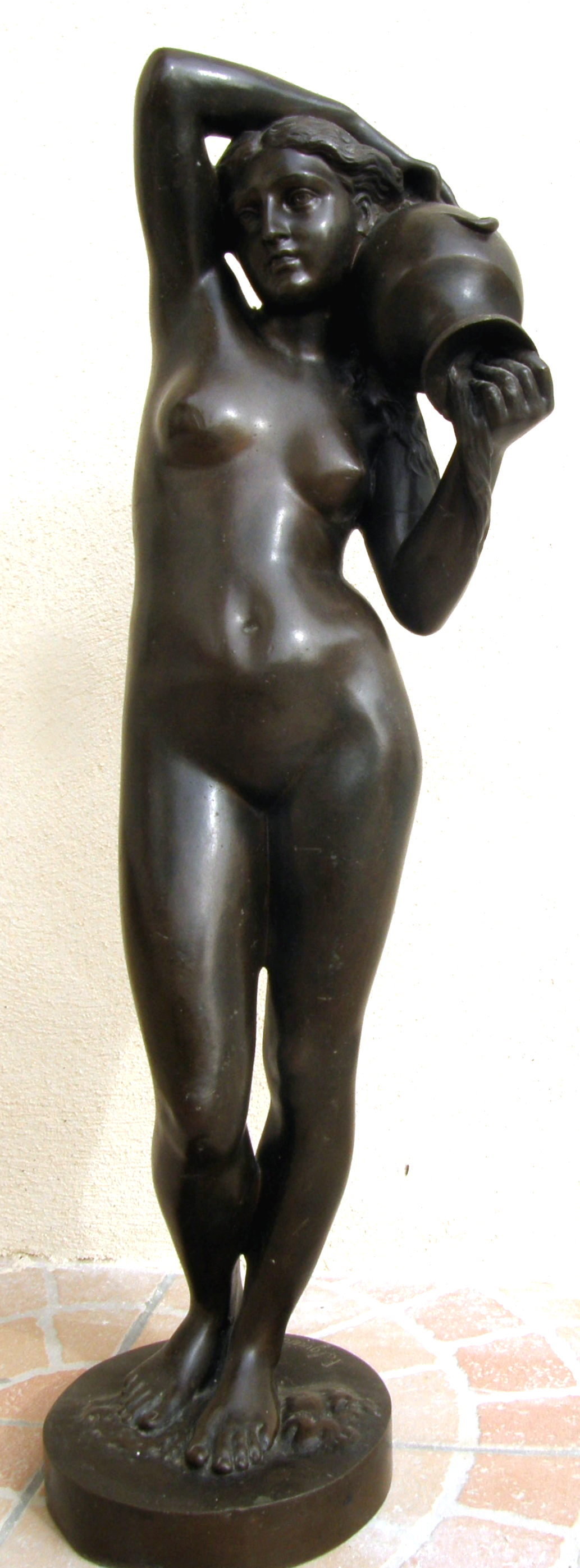
La Source (collection privée).

## Élèves
- Gustave Belard.
- Eugène Bénet (1863-1942).
- Jean Boucher, de 1889 à 1894.
- Antoine Bourdelle.
- Maurice Bouval (1863-1916).
- Théophile Camel.
- Pierre-Étienne Daniel Campagne.
- Camille Crenier.
- Auguste Davin.
- Jean Descomps.
- Ernest Henri Dubois.
- Paul Ducuing (1867-1949).
- John Flanagan.
- Emmanuel Fontaine (1856-1935)
- Achille Jacopin.
- Iza de Kwiatkowska
- Alexandre Laporte (1850-1904).
- François-Raoul Larche (1860-1912), 2e prix de Rome en 1886.
- Charles Louis Malric.
- Anne Manuela.
- Léon Olympe Anne Bernard Marie, 2e prix de Rome en 1874.
- Laurent Marqueste.
- Jean-Marie Mengue.
- Antonin Mercié.
- Albert Pasche.
- Raphaël Charles Peyre.
- Denys Puech (1854-1942), de 1872 à 1884.
- Jean-Désiré Ringel d'Illzach.
- Gaston Schnegg.

## Hommages
- À Paris, une place, une rue et une station de métro portent son nom.
- À Toulouse, une rue, une école élémentaire et une école maternelle publiques portent son nom.

### Iconographie
- Alexandre Falguière, Autoportrait, 1885, huile sur toile, musée des Beaux-Arts d'Angers.
- Auguste Rodin, Alexandre Falguière, 1897, buste en bronze, Paris, musée Rodin.